# Joseph Webster
Joseph Webster, med fullständiga förnamnet Joseph Philbrick, född 1819, död 1875. Webster var en amerikansk musikhandlare, sångare och kompositör av bland annat söndagsskolsånger. Han finns representerad i Den svenska psalmboken 1986 med ett verk (nr 263).

## Psalmer
- Det är saligt på Jesus få tro (nr 263) tonsatt 1867.